# Líbia nos Jogos Olímpicos de Verão de 1996
A Líbia participou dos Jogos Olímpicos de Verão de 1996 em Atlanta, Estados Unidos. A delegação foi composta por cinco desportistas que competiram no atletismo e no ciclismo.

## Desempenho

### Atletismo
Masculino
| Atleta               | Evento   | Eliminatórias | Eliminatórias | Quartas-de-final | Quartas-de-final | Semifinais  | Semifinais  | Final       | Final       |
| Atleta               | Evento   | Res.          | Pos.          | Res.             | Pos.             | Res.        | Pos.        | Res.        | Pos.        |
| -------------------- | -------- | ------------- | ------------- | ---------------- | ---------------- | ----------- | ----------- | ----------- | ----------- |
| Khaled Othman        | 100 m    | 11.65         | 8º/bat. 7     | Não avançou      | Não avançou      | Não avançou | Não avançou | Não avançou | Não avançou |
| Moustafa Abdel Naser | 400 m    | DSQ           | DSQ           | Não avançou      | Não avançou      | Não avançou | Não avançou | Não avançou | Não avançou |
| Ali El-Zaidi         | 1500 m   | 3:51.49       | 10º/bat. 4    |                  |                  | Não avançou | Não avançou | Não avançou | Não avançou |
| Adel Adili           | Maratona |               |               |                  |                  |             |             | 2:32:12     | 88º         |

### Ciclismo de estrada
Masculino
| Atleta       | Evento             | Final | Final |
| Atleta       | Evento             | Tempo | Pos.  |
| ------------ | ------------------ | ----- | ----- |
| Yousef Shadi | Corrida em estrada | DNF   | DNF   |

Legenda
| Recorde mundial      | Recorde mundial (World record)               |                       | Recorde africano                      | Recorde africano (African) |                                           | Q | Classificado por posição (Qualified) |
| Recorde olímpico     | Recorde olímpico (Olympic record)            | Recorde da América    | Recorde da América (Americas)         | q                          | Classificado por melhor tempo (Qualified) |   |                                      |
| Melhor marca do ano  | Melhor marca do ano (World leading)          | Recorde asiático      | Recorde asiático (Asian)              | DNS                        | Não largou (Did not start)                |   |                                      |
| Recorde nacional     | Recorde nacional (National record)           | Recorde europeu       | Recorde europeu (European)            | DNF                        | Não terminou (Did not finish)             |   |                                      |
| Recorde pessoal      | Recorde pessoal do atleta (Personal best)    | Recorde da Oceania    | Recorde da Oceania (Oceania)          | DSQ / DQ                   | Desclassificado (Disqualified)            |   |                                      |
| Recorde da temporada | Recorde da temporada do atleta (Season best) | Recorde sul-americano | Recorde sul-americano (South America) | NM                         | Sem marca (No mark)                       |   |                                      |